# Tyresö
Tyresö è un comune svedese di 42 857 abitanti, situato nella contea di Stoccolma. Il suo capoluogo è la città di Bollmora.

## Geografia antropica
Nel territorio comunale sono comprese le seguenti aree urbane (tätort):
- Brevikshalvön
- Gimmersta
- Raksta

## Amministrazione

### Gemellaggi
- Borgå
- Cēsis
- Savigny-le-Temple
- Wejherowo